# 古荡街道
古荡街道是中国浙江省杭州市西湖区下辖的一个街道办事处，西邻文新街道，北邻拱墅区，东邻翠苑街道，南邻灵隐街道与留下街道。辖区总面积4 .64平方公里，总人口4.07 万。

## 历史
1950年古荡乡、花园亭成立，属西湖区:48。1952年，建立古荡区。1953年古荡、花园亭乡和拱墅区塘河乡建制为古荡乡:48。1955年，古荡区并入西湖区。1958年古荡公社成立，1984年改制为古荡乡，1986年改称古荡镇:48。2002年4月30日，正式撤销古荡镇，设立古荡街道。

## 行政区划
街道现有8个社区：
- 古荡东区、古荡北区、古荡南区、文华社区、益乐社区、嘉绿苑社区、莲花社区、古墩社区。

## 风景名胜
风景点有西溪探梅等。